# Quatrième exposition impressionniste
Pour les articles homonymes, voir Exposition impressionniste.
La quatrième exposition des impressionnistes, intitulée « Exposition faite par un groupe d'artistes indépendants, réalistes et impressionnistes », s'est tenue du 10 avril au 11 mai 1879 à Paris, au 28 avenue de l'Opéra, et a rassemblé les œuvres de seize artistes.

## Histoire
La troisième exposition impressionniste s'est tenue en 1877 ; malgré quelques ventes, le bilan financier est négatif. En 1878, la collection du mécène Ernest Hoschedé, en faillite, est dispersée lors d'une vente judiciaire aux enchères : la vente est décevante et les 138 œuvres sont cédées à des prix dérisoires (le tableau Impression, soleil levant, qui donne son nom au mouvement, est par exemple vendu pour 210 francs). Si Gustave Caillebotte, Edgar Degas et Camille Pissarro tiennent à organiser une nouvelle exposition, plusieurs autres artistes du mouvement sont plus réservés. Claude Monet ne désire plus participer : les soucis liés à l'argent et à la santé de son épouse l'ont éloigné des autres peintres impressionnistes ainsi que de Paris où il se rend uniquement pour écouler ses œuvres. Auguste Renoir et Alfred Sisley décident de soumettre des œuvres au Salon, le privilégiant à une éventuelle exposition indépendante. Paul Cézanne, attristé par les dissensions, s'écarte du groupe.
L'exposition se tient finalement du 10 avril au 11 mai 1879 au 28 avenue de l'Opéra ; elle est intitulée « Exposition faite par un groupe d'artistes indépendants, réalistes et impressionnistes », une formulation visant à ne pas la restreindre au seul groupe impressionniste. Elle rassemble finalement 15 artistes, dont 6 n'ont jamais participé à aucune édition précédente : Marie Bracquemond, Mary Cassatt, Jean-Louis Forain, Albert Lebourg, Henry Somm et Federico Zandomeneghi. Paul Gauguin, invité à la dernière minute, expose hors-catalogue au moins une sculpture.
Le prix de l'admission est fixé à 50 centimes. L'exposition est un succès : elle attire près de 16 000 visiteurs et dégage un bénéfice, redistribué aux artistes exposants.

## Artistes
Le catalogue de l'exposition mentionne les artistes suivants :
- Félix Bracquemond
- Marie Bracquemond
- Gustave Caillebotte
- Adolphe-Félix Cals
- Mary Cassatt
- Edgar Degas
- Jean-Louis Forain
- Albert Lebourg
- Claude Monet : après avoir renoncé à exposer, Monet accepte finalement de participer grâce à l'insistance de Gustave Caillebotte ; ce dernier se charge de faire parvenir lui-même ses œuvres. Monet expose donc finalement 29 tableaux réalisés entre 1867 et 1878, offrant un résumé de sa carrière et de son évolution artistique[8].
- Camille Pissarro
- Ludovic Piette : décédé en 1878, Piette apparaît à titre posthume. Le catalogue mentionne son nom en titre, mais ne recense toutefois aucune de ses œuvres.
- Henri Rouart
- Henry Somm
- Charles Tillot
- Federico Zandomeneghi

Paul Gauguin est également présent ; invité tardivement, il n'apparaît pas sur le catalogue mais on sait qu'il expose au moins une sculpture.